# Янсонс, Юрис (юрист)
Юрис Янсонс (латыш. Juris Jansons, р. 19 июня 1973) — латвийский юрист и экономист, омбудсмен Латвии с 2011 года.

## Образование
- 2001 — Латвийский университет — юрист.
- 2004 — Рижский университет Страдыня — экономист.
- 2006—2009 — докторантура (социология).

## Карьера
- 1994—2006 — работник Банка Латвии.
- 2006—2008 — министерство юстиции, глава Администрации юридической помощи. Публиковался в журнале «Jurista Vārds»[2]
- 2008—2009 — глава секретариата министра по особым поручениям по делам электронного управления.
- 2009 — заместитель государственного секретаря министерства регионального развития и по делам самоуправлений.
- 2009—2011 — председатель правления и ликвидатор АО «RSK» (Рижская больничная касса).
- 2011 — фракцией «Центр согласия» выдвинут на должность омбудсмена, избран при поддержке фракций СЗК и ЗЛЛ[3].

## Деятельность на посту омбудсмена
В середине 2011 года международный резонанс и противоречивые оценки вызвал ответ омбудсмена «Практически нет, но теоретически это может так рассматриваться» на вопрос о том, была ли бы нарушением прав человека ликвидация образования на русском языке в публичных школах (за соответствующий законопроект в то время проводился сбор подписей).
В июне 2011 года по заявлению омбудсмена Конституционный суд возбудил дело о порядке перерасчёта пенсий ликвидаторов аварии на Чернобыльской АЭС; в марте 2012 года суд прекратил судопроизводство по делу.
В декабре 2011 года заключение омбудсмена о том, что различия в правах граждан и неграждан Латвии не являются дискриминацией, вызвало критику уполномоченного МИД России по вопросам прав человека и замечания со стороны группы общественных организаций, что омбудсмен противоречит своему более раннему заключению.
В июне 2012 года омбудсмен вновь обратился в Конституционный суд — по вопросу о применении наказаний к владельцам машин, водители которых нарушают правила дорожного движения. Это заявление было удовлетворено в марте 2013 года.
В сентябре 2013 года Янсонс обратился в Конституционный суд, призывая отменить запрет на членство в профсоюзах для пограничников.
Глава Латвийского центра по правам человека А. Каменска в 2014 году раскритиковала Янсонса за искажение в письме президенту Гаагских рекомендаций ОБСЕ.
В 2014 году депутат Сейма И. Лайзане призвала Янсонса уйти в отставку, так как Верховный суд признал обоснованным дисциплинарное наказание, наложенное на Янсонса в 2009 году..

## Личная жизнь
Янсонс был женат на Дзидре Янсоне, У них родилось двое детей: дочь Сигна и сын Свен. В 2012 году супруги развелись. 17 января 2020 года женился второй раз на Ласме Янсоне.